# 格拉比夫卡 (里普基區)
51°34′12″N 30°45′30″E / 51.57000°N 30.75833°E
格拉比夫卡（烏克蘭語：Грабівка），是烏克蘭北部的村莊，隸屬切爾尼希夫州的切爾尼希夫區。該村始建於1651年，面積0.22平方公里，海拔高度138米，2001年人口26。